# Tantouchang (sockenhuvudort i Kina, Yunnan Sheng, lat 28,31, long 104,28)
Tantouchang (kinesiska: 滩头场, 滩头乡) är en sockenhuvudort i Kina. Den ligger i provinsen Yunnan, i den sydvästra delen av landet, omkring 390 kilometer nordost om provinshuvudstaden Kunming. Antalet invånare är 28 350. Befolkningen består av 13 824 kvinnor och 14 526 män. Barn under 15 år utgör 25,0 %, vuxna 15-64 år 68 %, och äldre över 65 år 6,0 %.
Runt Tantouchang är det ganska tätbefolkat, med 160 invånare per kvadratkilometer. Närmaste större samhälle är Pu'er, 13,3 km sydväst om Tantouchang. I omgivningarna runt Tantouchang växer i huvudsak blandskog.
Genomsnittlig årsnederbörd är 1 329 millimeter. Den regnigaste månaden är juli, med i genomsnitt 290 mm nederbörd, och den torraste är januari, med 17 mm nederbörd.